# 也顿村之战
也顿村之战（：／）1370年高丽攻打北元辽阳行省的战争。

## 背景
1351年中國發生紅巾軍起義，元朝軍隊節節敗退，高麗趁此機會進行北伐。1356年，雙城總管府的李成桂與其父李子春連人帶地歸附高麗。1368年明朝攻克元朝大都，元順帝先逃上都後逃應昌。1369年高麗和北元斷交。1370年明軍打算繼續北伐，高麗恭愍王藉機攻打北元，以圖渾水摸魚實現“北拓”。對外則宣稱討伐奇轍之子奇賽因帖木兒，奇賽因帖木兒擔任過元朝平章事，當時他與分司遼沈官吏平章金伯顏等，招集北元遺眾，割據東寧府，打算為父親報仇。高麗軍以李成桂為東北面元帥，池龍壽、楊伯淵為西北面元帥。。

## 经过
1370年农历正月，高丽恭愍王派李成桂率领騎兵五千，步兵一萬，自高丽東北面黃草嶺行六百餘里至雪寒嶺，又行七百餘里，正月甲辰日渡鴨綠江。当天晚上西北方紫氣漫空。高丽人认为这是胜利的征兆。当時東寧府同知李吾魯帖木逃往于羅山城（五女山城）。
李成桂进军也頓村，吾魯帖木兒出兵，失利。称“我祖先是高丽人，可以投降”，率三百餘戶降。吾魯帖木兒後改名「原景」。残余元军在高安慰领导下继续在婴城拒守，被高丽军包圍。
李成桂拿起士兵的弓向城中射七十餘箭，百发百中。高安慰抛弃家属缒城夜遁。次日元军頭目二十餘人率其衆投降。其他地区元军望风而降。高丽得戶萬餘。所獲牛二千餘頭馬數百餘匹全部归还老百姓，老百姓大量迁往高丽。東至皇城北至東寧府（辽阳）西至于海南至鴨綠爲之一空。
李成桂俘虏元樞密副使拜住及東寧府李原景、李伯顔、李長壽、李天祐、玄多士、金阿、魯丁等三百餘戶。李成桂入亏羅时,听到毁垣中有哭聲,使人查看,有一人裸立而泣曰: "我元朝壯元及第拜住也。貴國李仁復,吾同年。"李成桂给他披上衣服,给他馬騎,带到高丽，恭愍王賜拜住名韓復。后来忠诚于李成桂。

## 后续
当年明军攻克应昌，农历八月高丽又下令出击东宁府。十一月（一说十二月）李成桂、池龍壽等至義州造浮橋渡鴨綠江，元将處明坚决抵抗，李成桂展示箭法，先射處明的头盔，又射脚，最后威胁射他的脸，處明恐惧投降，元军矢下如雨, 又雜以木石, 高丽步兵冒矢石,薄城急攻,己丑日攻克遼城。擒外哈刺波豆金伯顔、達魯花赤德左不花高、大都摠管等大小頭目,奇賽因帖木兒逃跑。
李成桂張牓致納哈出、也山不花的信，要求遣送奇賽因帖木兒，否则本次战争就是前车之鉴。又张牓金、復州，称高丽與堯竝立,周武王封箕子于朝鮮,賜之履西至于遼河,故遼河以東为高丽疆域, 大小頭目官等速來高丽朝拜，否则武力解决。次日高丽军离城西十里。遇赤氣射營熾如火,班師野宿,士卒各作溷廁、馬廐。納哈出追击二日不敢战，曰: "作廁與廐, 師行整齊,不可襲也。"時中國人说: "攻城必取,未有如高麗者也。"
因后勤不济，高丽军撤退。
而《新元史》称宣光元年，明太祖洪武四年（1371年），辽阳行省平章刘益及王右丞以金、复、海、盖等州降于高丽。十月，高丽兵陷五老山寨，枢密副使哈利不花被俘。朝鲜史书《高丽史》、《朝鲜王朝实录》无载。